# Мевлана (станція метро)
40°59′32″ пн. ш. 29°09′12″ сх. д. / 40.992183942939° пн. ш. 29.153381072628° сх. д.
Мевлана (тур. Mevlana) — проміжна метростанція на лінії М8 Стамбульського метро.  
Станція розташована під бульваром Неджип Фазила у мікрорайоні Мевлана, Аташехір, Стамбул, Туреччина.
Станцію було відкрито 6 січня 2023

Конструкція: підземна станція типу горизонтальний ліфт (глибина закладення — 21 м) має 4 ліфти та 22 ескалатори.
Пересадки
- Автобуси: 14A, 14AK, 14CE, 14S, 14T, 14TM, 14ÇK, 14ŞB, 19D, 19E, 19EK, 19ES, 19S, 19SB, 19V, 320, E-3;
- Маршрутки: 
  - Бостанджи - Каїшдаги - Дудуллу,
  - Бостанджи - Тавукчу-Йолу - Дудуллу,
  - Ускюдар - Ферхатпаша

| Попередня станція     | Лінія | Лінія                           | Лінія | Наступна станція  |
| --------------------- | ----- | ------------------------------- | ----- | ----------------- |
| Каїшдаги до Бостанджи |       | M8 (Стамбульський метрополітен) |       | İMES до Парселлер |